# Pleiostachya leiostachya
Pleiostachya leiostachya är en strimbladsväxtart som först beskrevs av John Donnell Smith, och fick sitt nu gällande namn av Barry Edward Hammel. Pleiostachya leiostachya ingår i släktet Pleiostachya och familjen strimbladsväxter. Inga underarter finns listade.